# Nezvěstice (nádraží)
Nezvěstice jsou železniční stanice v západní části stejnojmenné obce v okrese Plzeň-město v Plzeňském kraji, nedaleko řeky Úslavy. Leží na železničních tratích Plzeň – České Budějovice a Rokycany–Nezvěstice. Stanice je elektrifikovaná (25 kV, 50 Hz AC).

## Historie
Stanice byla vybudována jakožto součást Dráhy císaře Františka Josefa (KFJB) spojující Vídeň, České Budějovice a Plzeň, roku 1872 prodloužené až do Chebu na hranici Německa, podle typizovaného stavebního návrhu. 1. září 1868 byl s místním nádražím uveden do provozu celý nový úsek trasy z Českých Budějovic do Plzně.
27. května 1869 otevřela důlní společnost Mirošovské kamenouhelné těžařstvo nákladní železniční vlečku z Rokycan do Mirošova, osobní doprava zde byla zavedena roku 1883. Oba typy dopravy zajišťovala Česká západní dráha (BWB) obsluhující rokycanskou stanici. K prodloužení dráhy do Nezvěstic společností České obchodní dráhy a jejímu napojení na železnici KFJB došlo 1. srpna 1882, osobní vlaky začaly trať obsluhovat až roku 1889. K původní nádražní budově byla přistavěna budova nová. Po zestátnění KFJB v roce 1884 a BCB v roce 1909 pak obsluhovala stanici jedna společnost, Císařsko-královské státní dráhy (kkStB), po roce 1918 pak správu přebraly Československé státní dráhy.
Elektrická trakční soustava zde byla zprovozněna 3. října 1963.

## Popis
Obě tratě procházející stanicí jsou jednokolejné. Nachází se zde čtyři nekrytá hranová nástupiště, k příchodu k vlakům slouží přechody přes kolejiště. Ve stanici je instalován informační systém pro cestující HIS-VOICE.